# Callum Scotson
Callum Scotson (Gawler, 10 augustus 1996) is een Australisch baan- en wegwielrenner die anno 2025 rijdt voor Decathlon AG2R La Mondiale Team. Zijn oudere broer Miles is ook wielrenner.

## Baanwielrennen

### Palmares
| Jaar     | NK                                                 | CK                                | WK                                   | Overig                               |
| Junioren | Junioren                                           | Junioren                          | Junioren                             | Junioren                             |
| -------- | -------------------------------------------------- | --------------------------------- | ------------------------------------ | ------------------------------------ |
| 2013     | achtervolging                                      |                                   | ploegenachtervolging · achtervolging |                                      |
| 2014     | ploegenachtervolging · puntenkoers · achtervolging |                                   | ploegenachtervolging                 | Adelaide: puntenkoers                |
| Elite    |                                                    |                                   |                                      |                                      |
| 2014     |                                                    | ploegenachtervolging              |                                      | WB Guadalajara: ploegenachtervolging |
| 2015     | ploegenachtervolging                               |                                   |                                      | Melbourne: puntenkoers, ploegkoers   |
| 2016     | ploegenachtervolging · ploegkoers · puntenkoers    | ploegenachtervolging · ploegkoers | ploegenachtervolging                 |                                      |
| 2017     | ploegkoers                                         | ploegenachtervolging · ploegkoers | puntenkoers                          |                                      |

## Wegwielrennen

### Overwinningen
2014
 Australisch kampioen tijdrijden, Junioren
2016
 Australisch kampioen tijdrijden, Beloften
2017
 Australisch kampioen tijdrijden, Beloften
2018
 Australisch kampioen tijdrijden, Beloften

## Resultaten in voornaamste wedstrijden
| Jaar | Ronde van Italië | Ronde van Frankrijk | Ronde van Spanje |
| ---- | ---------------- | ------------------- | ---------------- |
| 2019 |                  |                     |                  |
| 2020 |                  |                     | 88e              |
| 2021 | 83e              |                     |                  |
| 2022 | 80e              |                     | opgave           |
| 2023 | opgave           |                     | opgave           |
| 2024 |                  |                     | opgave           |
| 2025 |                  | 33e                 |                  |

| Jaar | Gent-Wevelgem | Parijs-Roubaix | Luik-Bast.‑Luik | Ronde van Lombardije | Waalse Pijl |
| ---- | ------------- | -------------- | --------------- | -------------------- | ----------- |
| 2019 | opgave        | buit.tijd      |                 |                      |             |
| 2020 |               |                |                 | opgave               |             |
| 2021 |               |                |                 |                      |             |
| 2022 |               |                |                 |                      |             |
| 2023 |               |                |                 |                      |             |
| 2024 |               |                |                 |                      |             |
| 2025 |               |                | 98e             |                      | 84e         |

Scotson verliet de Ronde van Italië in 2023 na een positieve test op COVID-19.

## Ploegen
- 2016 –  Team Illuminate (vanaf 1 mei)
- 2018 –  Mitchelton-BikeExchange
- 2019 –  Mitchelton-Scott
- 2020 –  Mitchelton-Scott
- 2021 –  Team BikeExchange
- 2022 –  Team BikeExchange Jayco
- 2023 –  Team BikeExchange-Jayco
- 2024 –  Team Jayco AlUla
- 2025 –  Decathlon AG2R La Mondiale Team

Bi · Bieken · Chaves · Hennessy · Jenner · Jiang · Liu · Niu · Scotson · Stannard · Sun · Sweeny · Xue
Affini · Albasini · Bauer · Bewley · Bookwalter · Chaves · Durbridge · Edmondson · Grmay · Haig · Hamilton · Hayman · Hepburn · Howson · Impey · Juul-Jensen · Meyer · Mezgec · Nieve · Schultz · Scotson · Smith · Stannard · Trentin  · A. Yates · S. Yates
Affini · Albasini · Bauer · Bewley · Bookwalter · Chaves · Durbridge · Edmondson · Grmay · Groves · Haig · Hamilton · Hepburn · Howson · Impey · Juul-Jensen · Konysjev · Meyer · Mezgec · Nieve · Peák · Schultz · Scotson · Smith · Stannard · A. Yates · S. Yates · Zejts
Bauer · Bewley · Bookwalter · Chaves · Colleoni · Durbridge · Edmondson · Grmay · Groves · Hamilton · Hepburn · Howson · Jansen · Juul-Jensen · Kangert · Konysjev · Matthews · Meyer · Mezgec · Nieve · Peák · Schultz · Scotson · Smith · Stannard · Yates · Zejts · Choon (stagiair) · O'Brien (stagiair)
Balmer · Bauer · Bewley · Colleoni · Craddock · Durbridge · Edmondson · Grmay · Groenewegen · Groves · Hamilton · Hepburn · Howson · Jansen · Juul-Jensen · Kangert · Konysjev  · Maas · Matthews · Meyer · Mezgec · O'Brien · Peña · Reinders (vanaf 23/8) · Schultz · Scotson · Smith · Sobrero · Stewart · Yates · Bogusławski (stagiair) · De Pretto (stagiair) · Foldager (stagiair)
Balmer · Berhe · Colleoni · Craddock · De Marchi · Dunbar · Durbridge · Engelhardt · Grmay · Groenewegen · Hamilton · Harper · Hepburn · Jansen · Juul-Jensen · Maas · Matthews · Mezgec · O'Brien · Peña · Porter · Pöstlberger · Quick · Reinders · Scotson · Sobrero · Stewart · Štybar · Yates · Zana · Jørgensen (stagiair) · McKenzie (stagiair)
Berhe · Craddock · De Marchi · De Pretto · Dunbar · Durbridge · Engelhardt · Ewan · Foldager · Groenewegen · Hamilton · Harper · Hepburn · Jansen · Juul-Jensen · Maas · Matthews · Mezgec · O'Brien · Peña · Plapp · Porter · Quick · Reinders · Schmid · Scotson · Stewart · Walscheid · Yates · Zana